# イヴァナ・コビルツァ
イヴァナ・コビルツァ（Ivana Kobilca、1861年12月20日 - 1926年12月4日）はスロベニアの画家である。

## 略歴
当時、オーストリア＝ハンガリー帝国であったリュブリャナで生まれた。リュブリャナの女性画家、Ida Künl(1853-?)に学んだ後、16歳で画家になるために父親とウィーンに出て、ウィーンの美術館の巨匠の作品を模写して修行した。1881年から1891年までミュンヘンで修行し、肖像画家のAlois Erdeltの元で学び、農民を描いた絵を描き、ミュンヘンの画家フリッツ・フォン・ウーデの推薦でサロン・ド・パリに出展した。1889年にリュブリャナで個展を開き、1890年にザグレブで個展を開いた。1891年から1892年の間はパリに滞在し、しばらくアンリ・ジェルベクスの画塾で学んだ。1892年には多くの画家が集まった村、バルビゾンで描いた。1894年にフィレンチェを訪れた後、サラエヴォに住み、教会の装飾画も描き、書籍の挿画も描いた。1906年から1914年まではベルリンで暮らし、その後リュブリャナに住んだ。

## 作品

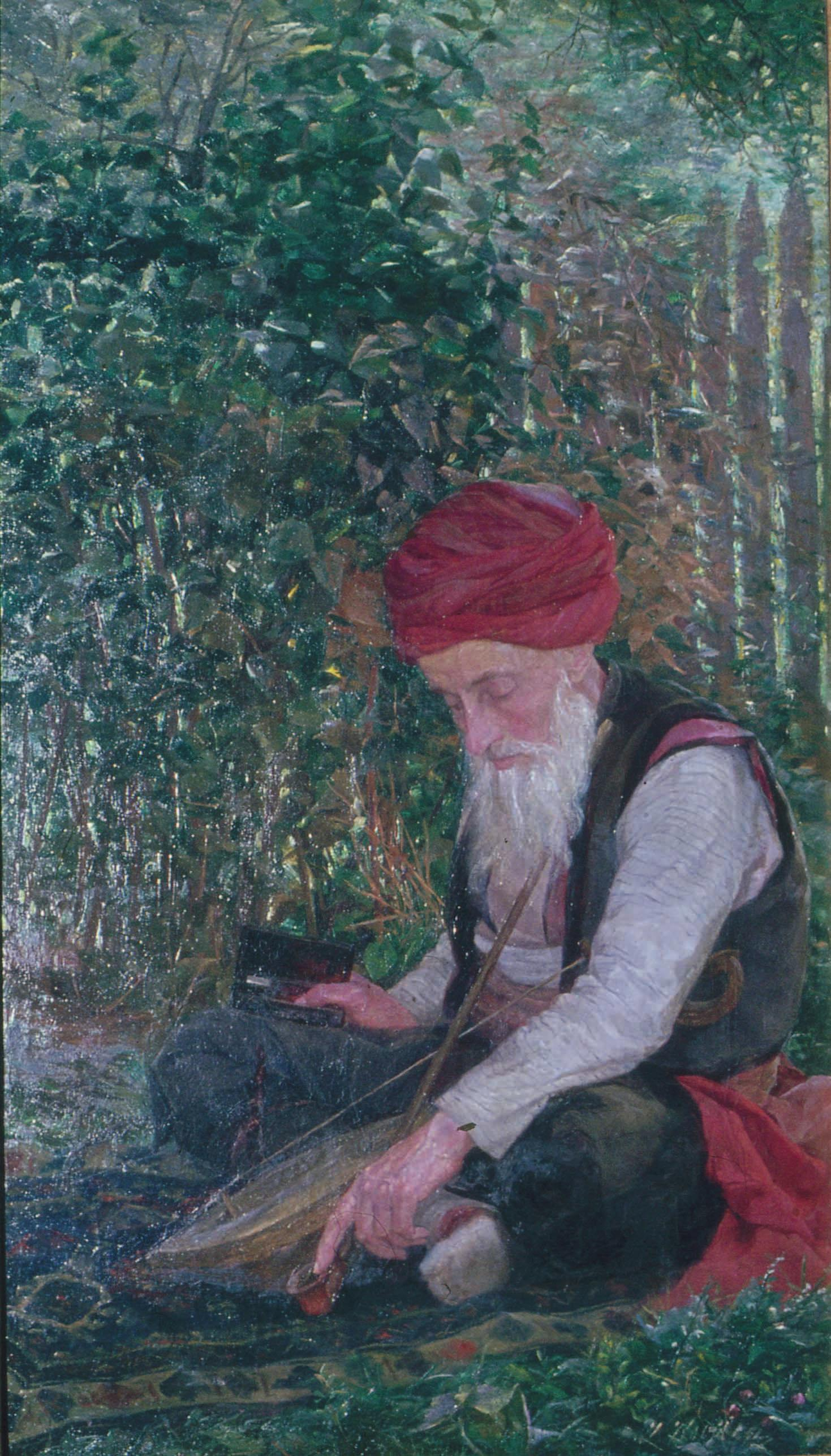
Bošnjak z goslimi 「グスレを弾くボシュニャク人」(c.1900)
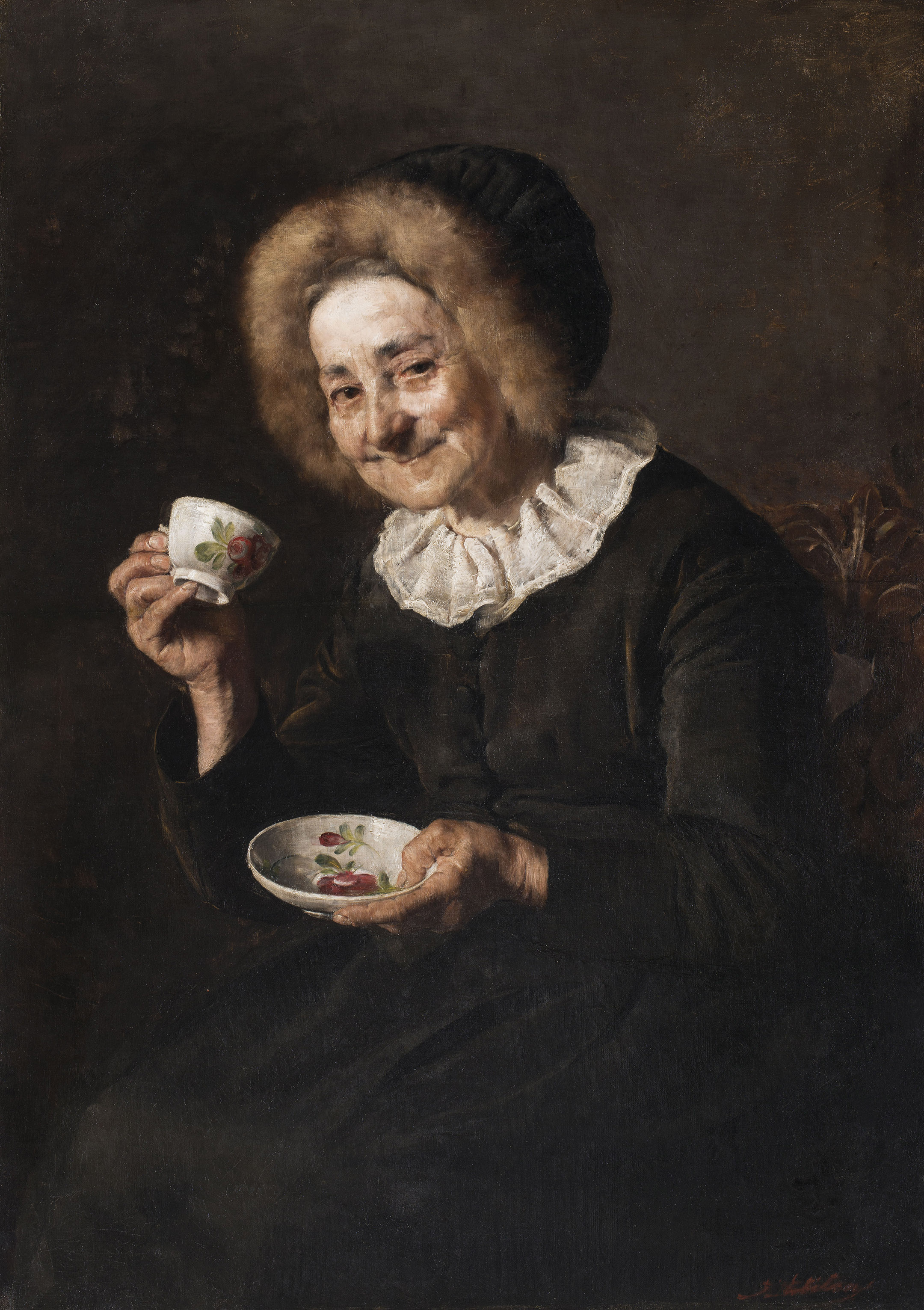
Kofetarica「コーヒーを飲む人」(1888)
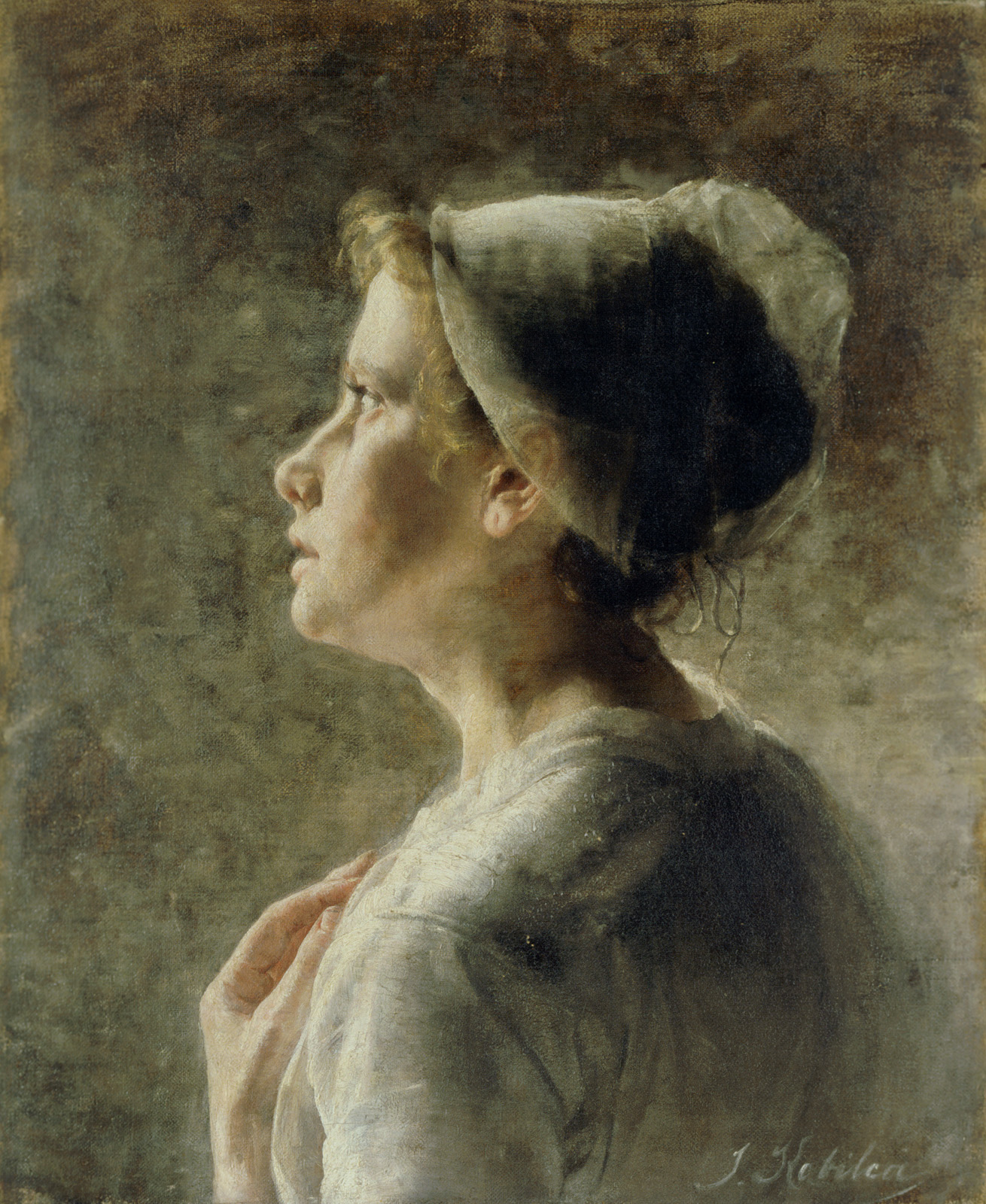
Holandka「オランダの女性」(1886)
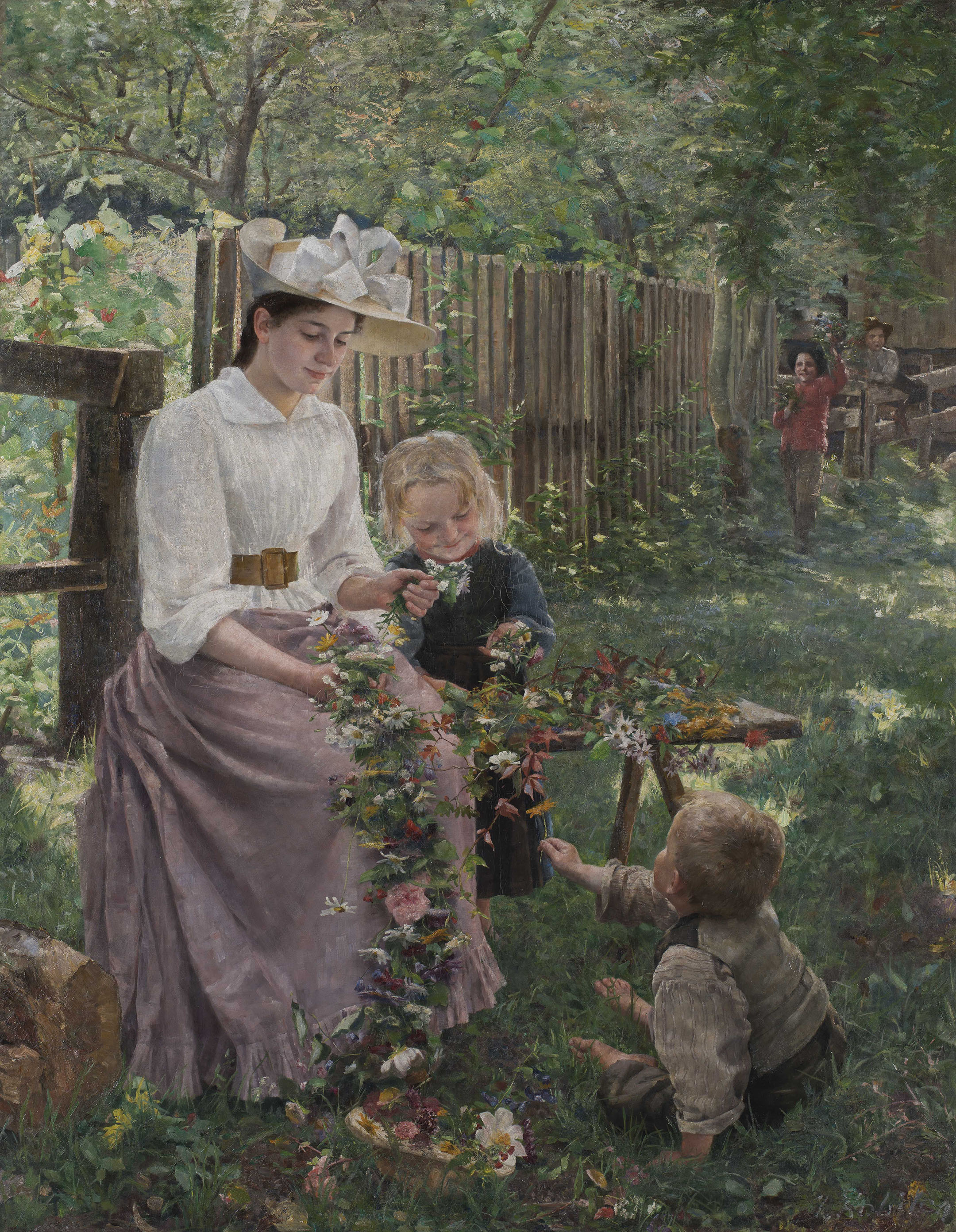
Poletje「夏」(1889-90)
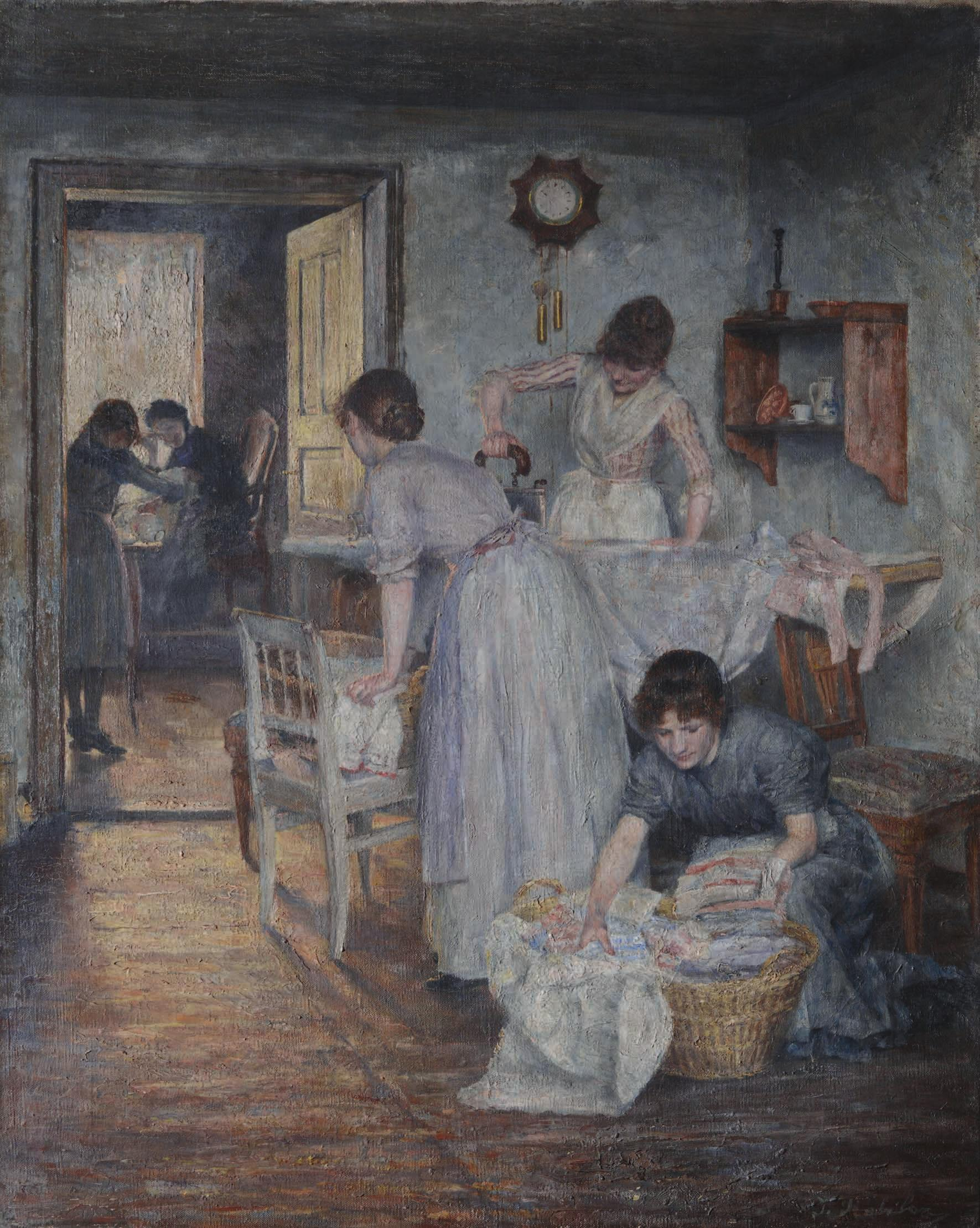
Likarice「アイロンをかける女」(1891)
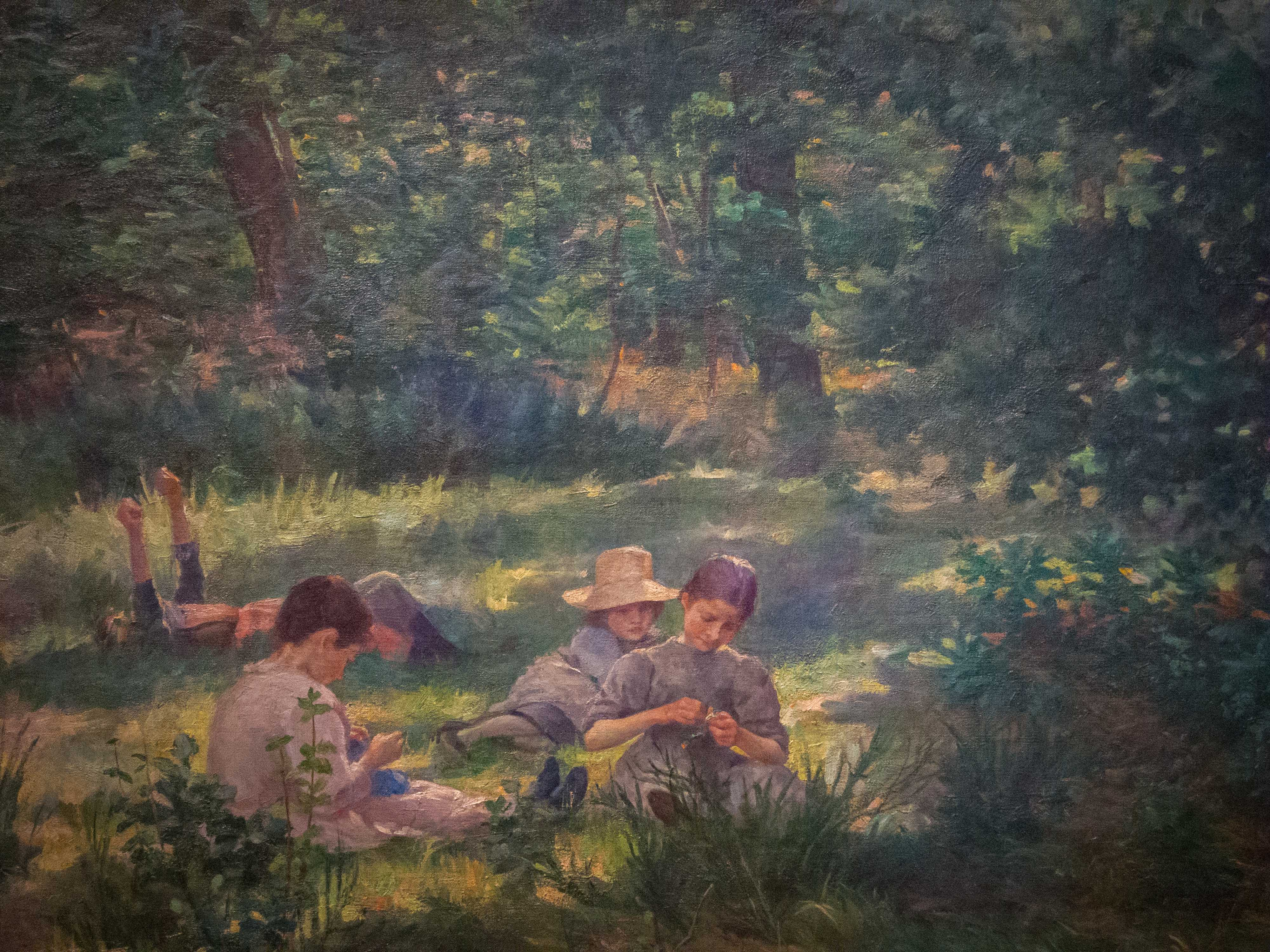
Otroci v travi「草むらの中の子供たち」(1891)
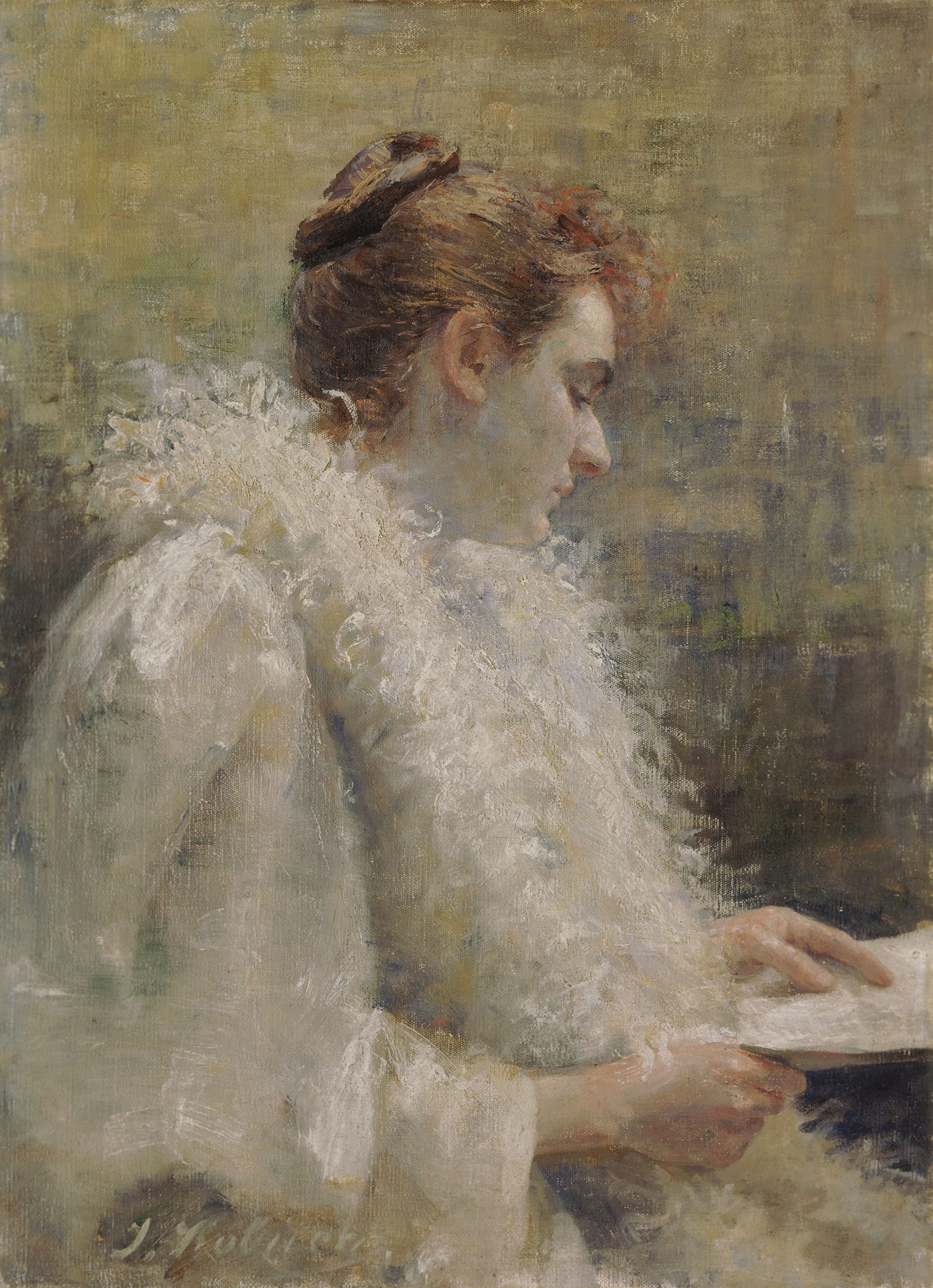
Parizanka s pismom「手紙を見るパリジャン」(1891-1892)
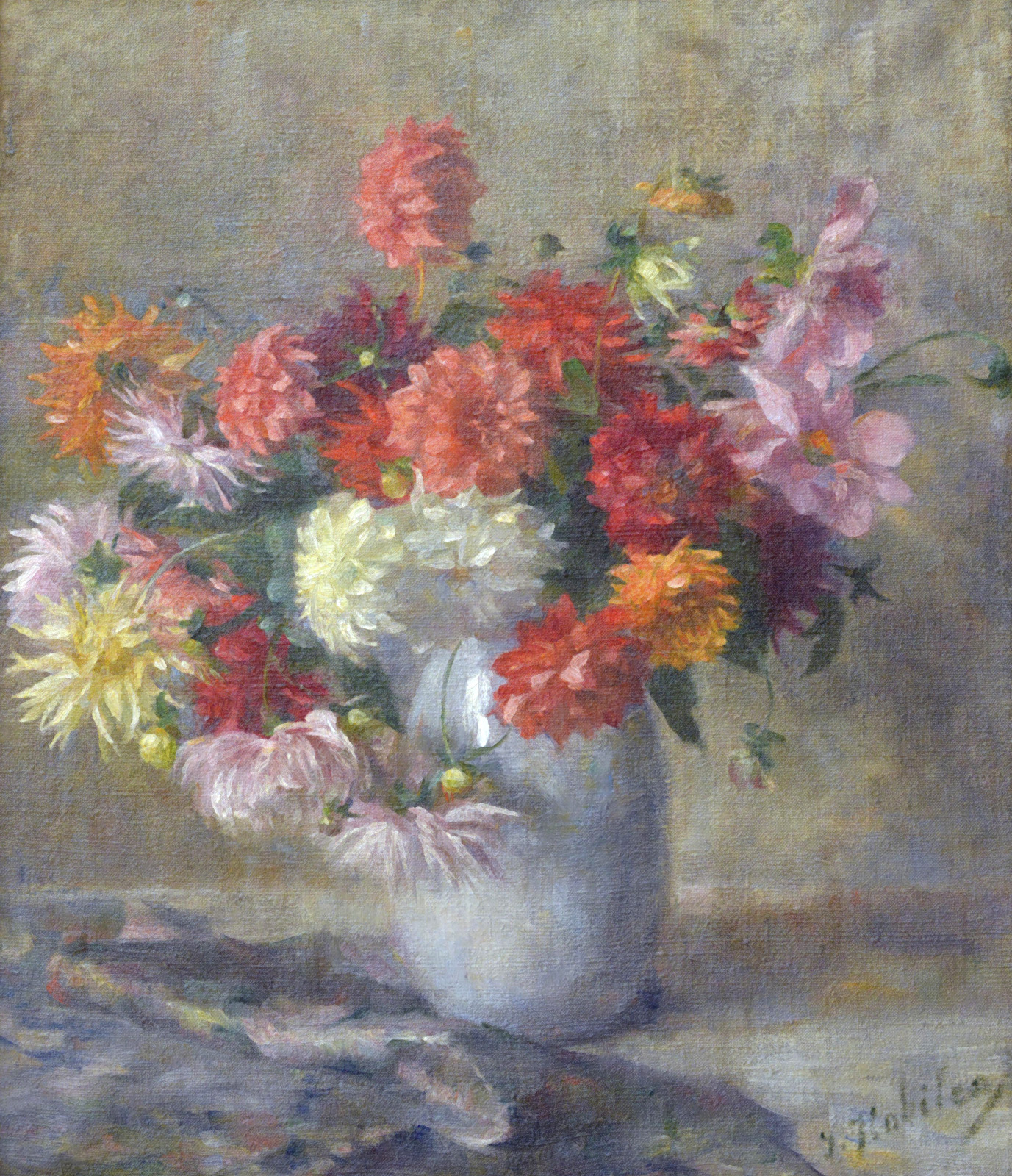
Dalije 「ダリア」(c.1914)